# Pimenta dioica
La pimienta de Tabasco, también llamada pimienta de Chiapas (o pimienta de chapas), pimienta de Jamaica, pimienta gorda, pimienta guayabita, pimienta dulce, pimienta de olor, pimienta inglesa, es una especia procedente del árbol de nombre Pimenta dioica. 
Sus frutos secos se emplean como condimento en diversos platillos y puede combinar fácilmente con otras especias para resaltar el sabor y el olor, como el clavo de olor, canela, pimienta negra y nuez moscada; por ello en inglés se denomina "Allspice" debido a esta combinación. Sinónimos: Pimenta officinalis Lindley y Eugenia pimenta D.C.

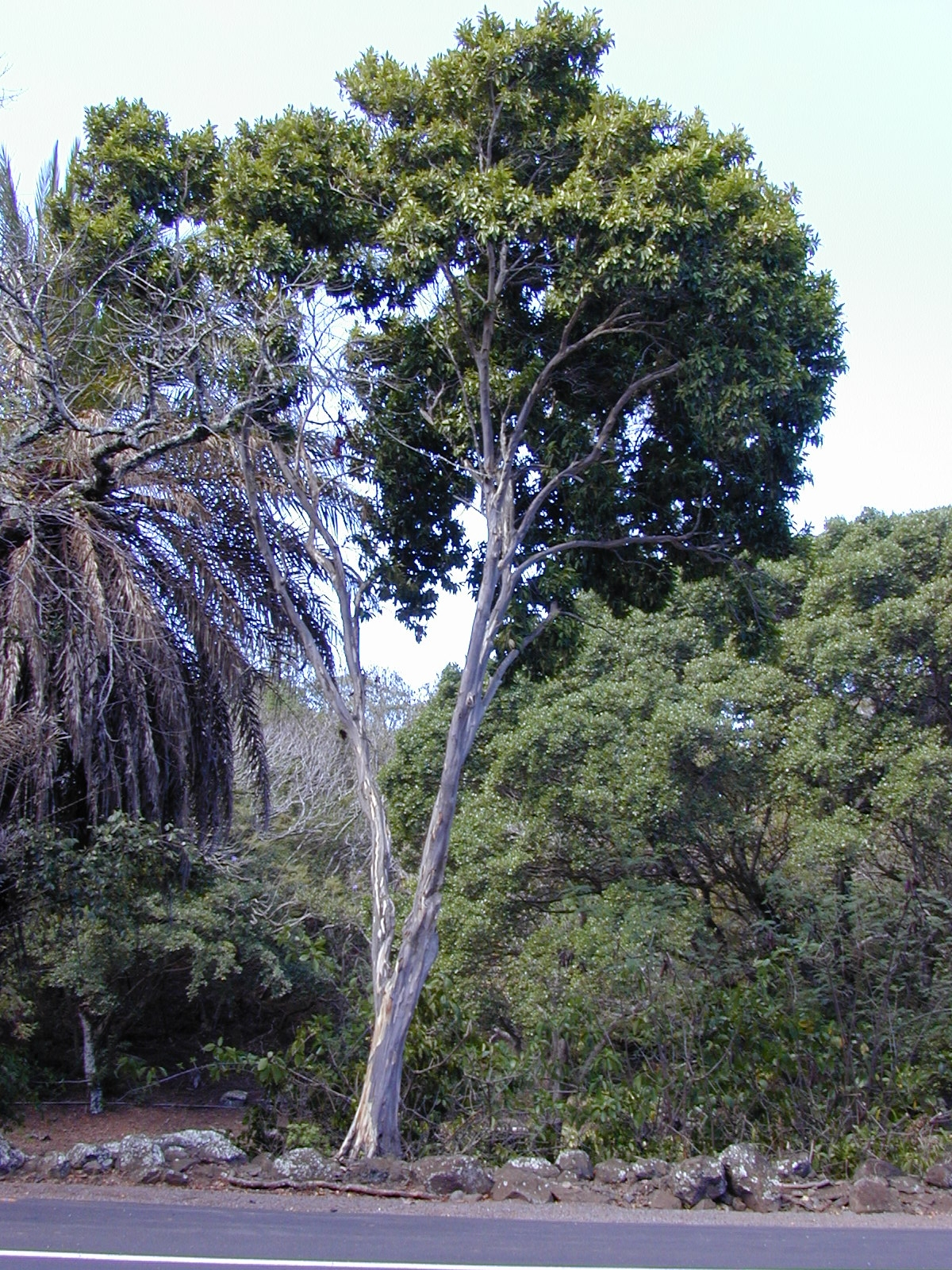
Vista de la planta

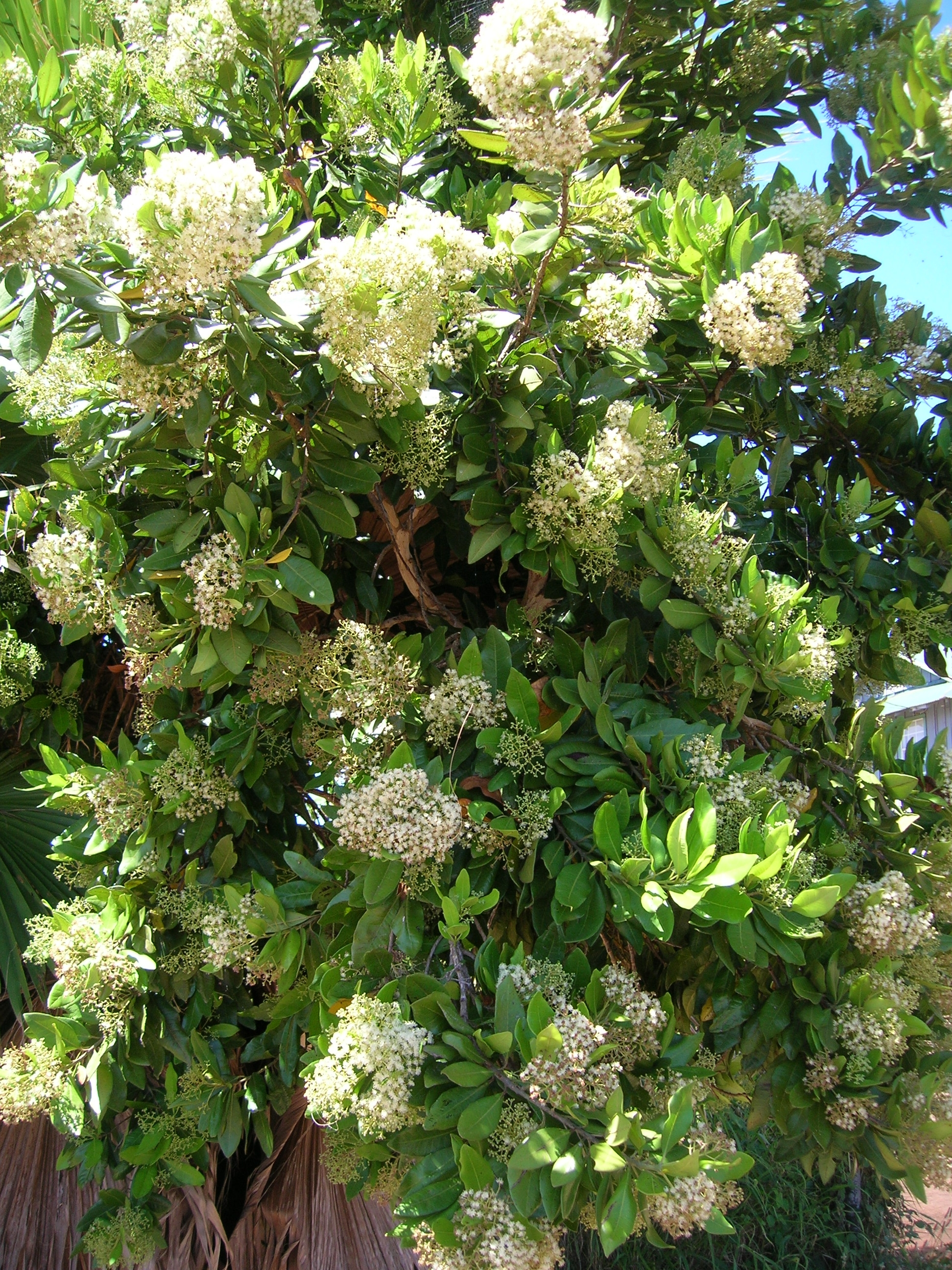
Inflorescencia

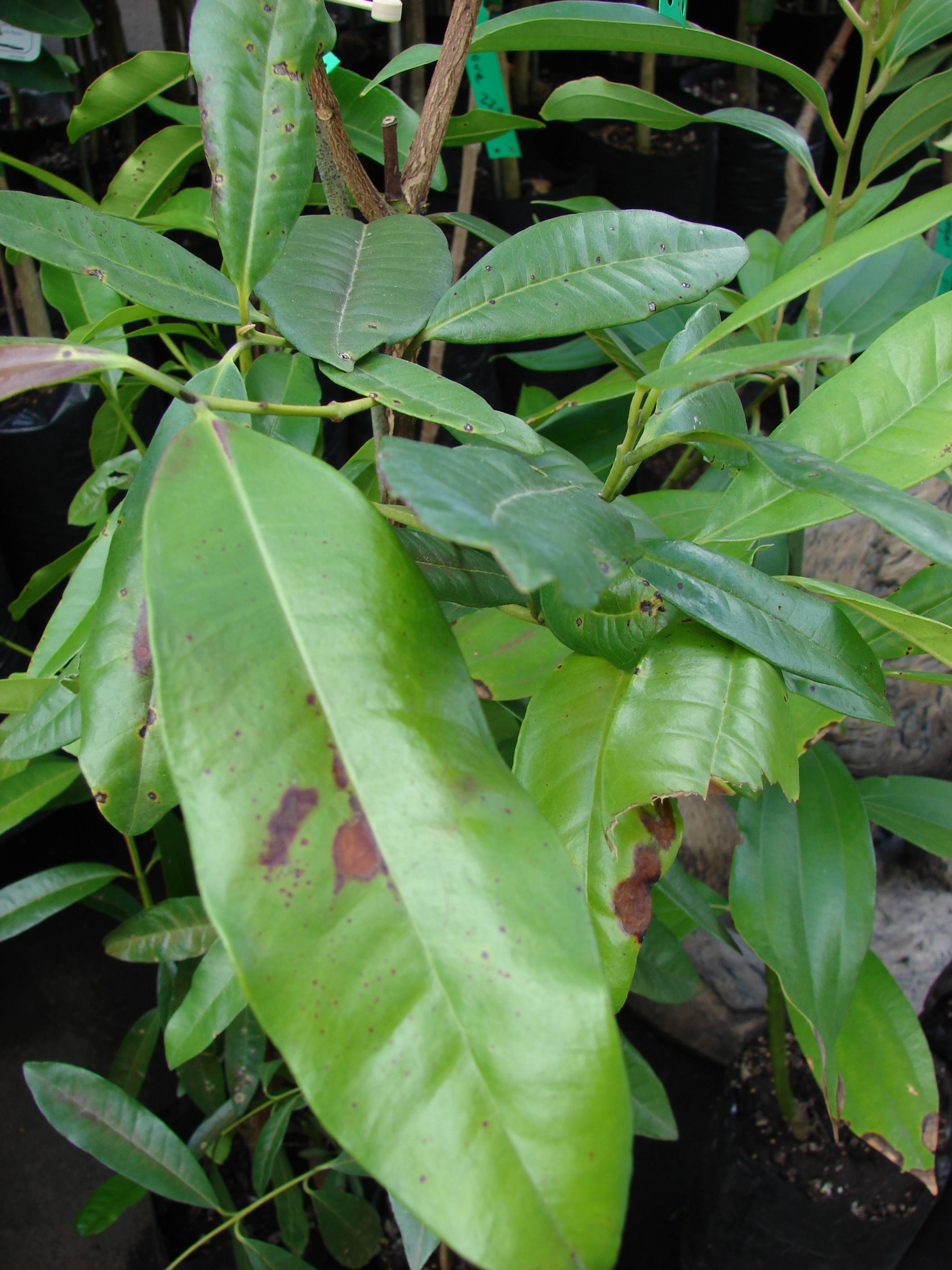
Detalle de las hojas

## Características
Este árbol (de altura entre los siete y diez metros) tiene su origen en el sur de México y Guatemala, así como en Cuba y Jamaica que florece en los meses de abril a mayo. Se recolecta el fruto del árbol, aunque también las hojas, siempre en menor cantidad, ya que poseen un olor aromático y fresco que recuerdan al eucalipto o a la mirra.
A diferencia de la pimienta propiamente dicha no contiene piperina, por lo cual no posee el sabor picante característico de aquella. 

## Usos

### Culinarios
Es uno de los ingredientes más característicos de la cocina caribeña, se emplea molido en la elaboración de las salsas mole mexicano y en la elaboración de curry en polvo como acompañamiento de salchichas. La pimenta de Jamaica es uno de los ingredientes más típicos en las salsas barbacoa industriales. Las hojas quemadas de la planta se suelen emplear en la India para ahumar la carne ("West Indian bay-leaf").Puede emplearse también en comidas típicas brasileñas. En Guatemala se utiliza en diversos platillos salados y como condimento para postres y recetas dulces. Tradicionalmente se usa para condimentar las comidas originarias del norte del país y en conservas de frutas de la selva tropical como el ciricote y guaya, así como en el arroz con leche y el ponche navideño tradicional, entre otros. En el Líbano y el medio oriente, se usa regularmente para condimentar su plato típico, el kibbeh, y otras carnes, generalmente en combinación con otras especies.
En Europa se consume en Inglaterra en algunos estofados y salsas así como para condimentar verduras encurtidas. En Alemania sobre todo se usa la pimienta de Jamaica en la elaboración de embutidos y en los pasteles aromáticos de Navidad. Además se puede encontrar en las ofertas de especias de la mayoría de los supermercados. Existen ejemplos en la cocina danesa como saborizante del "smørrebrød", que es un pan negro cubierto con una selección de salchichas, pastas, pescado, queso y verduras. En las Islas Baleares (España) se utiliza el grano molido para potenciar el sabor de platos tradicionales como el arroz de matanzas ibicenco.
En Honduras tradicionalmente se la utilizaba para condimentar el café, en las quesadillas, arroz con leche y así como en infusión (de las hojas).
En Nicaragua es un ingrediente tradicional junto con la canela y el clavo de olor de la bebida típica nacional el Pinolillo.
En Venezuela se conoce con el nombre de "guayabitas" y es utilizada en la preparación de dulces criollos. Los granos se usan enteros. En Perú se la conoce como pimienta chapa o pimienta de chapa y se usa para la preparación de sopas, guisos, dulces y bebidas.
En Bolivia es llamada pimienta dulce, siendo usada en la sopa de maní y la carne del silpancho.

### Medicinales
Debido a las concentraciones que posee la planta de eugenol se puede considerar un antiséptico local, además de un analgésico, y para el alivio de molestias gastrointestinales.

### Industriales
Existen experiencias en América de reforestación con esta especie.

## Taxonomía
Esta planta fue descrita por primera vez en 1759 por Carl von Linneo como Myrtus dioica en Systema Naturae, Editio Decima 2:1056. y posteriormente transferida de género como Pimenta dioica por Elmer Drew Merrill en Contributions from the Gray Herbarium of Harvard University 165:37 en 1947.
Sinonimia
- Myrtus dioica L., Syst. Nat. ed. 10, 2: 1056 (1759).
- Evanesca crassifolia Raf., Sylva Tellur.: 105 (1838), nom. illeg.
- Myrtus pimenta L., Sp. Pl.: 472 (1753).
- Caryophyllus pimenta (L.) Mill., Gard. Dict. ed. 8: 2 (1768).
- Myrtus aromatica Salisb., Prodr. Stirp. Chap. Allerton: 354 (1796), nom. superfl.
- Myrtus aromatica Poir. in J.B.A.P.M.de Lamarck, Encycl. 4: 410 (1798), nom. illeg.
- Myrtus pimenta var. longifolia Sims, Bot. Mag. 30: t. 1236 (1809).
- Pimenta officinalis Lindl., Coll. Bot.: t. 19 (1821).
- Myrtus pimenta var. breviflora Hayne, Getreue Darstell. Gew. 9: t. 37 (1825).
- Eugenia pimenta (L.) DC., Prodr. 3: 285 (1828).
- Eugenia pimenta var. longifolia DC., Prodr. 3: 285 (1828).
- Eugenia pimenta var. ovalifolia DC., Prodr. 3: 285 (1828).
- Pimenta vulgaris Lindl. in J.C.Loudon, Encycl. Pl.: 418 (1829).
- Myrtus tabasco Willd. ex Schltdl. & Cham., Linnaea 5: 559 (1830).
- Pimenta aromatica Kostel., Allg. Med.-Pharm. Fl. 4: 1525 (1835), nom. superfl.
- Pimentus aromatica Raf., Sylva Tellur.: 158 (1838), nom. superfl.
- Pimentus geminata Raf., Sylva Tellur.: 105 (1838).
- Pimentus vera Raf., Sylva Tellur.: 105 (1838), nom. superfl.
- Eugenia micrantha Bertol., Fl. Guatimal.: 22 (1840).
- Pimenta officinalis var. cumanensis Schiede & Deppe, Linnaea 27: 424 (1856).
- Pimenta officinalis var. longifolia (Sims) O.Berg, Linnaea 27: 423 (1856).
- Pimenta officinalis var. ovalifolia (DC.) O.Berg, Linnaea 27: 424 (1856).
- Pimenta officinalis var. tabasco (Willd. ex Schltdl. & Cham.) O.Berg, Linnaea 27: 425 (1856).
- Pimenta communis Benth. & Hook.f., Gen. Pl. 1: 717 (1865).
- Pimenta vulgaris Bello, Anales Soc. Esp. Hist. Nat. 10: 270 (1881).
- Pimenta pimenta (L.) H.Karst., Deut. Fl.: 790 (1882), nom. inval.
- Myrtus piperita Sessé & Moc., Fl. Mexic., ed. 2: 124 (1894).
- Pimenta dioica var. tabasco (Willd. ex Schltdl. & Cham.) Standl., Ceiba 3: 172 (1953).[5]

## Nombres comunes
- malagueta, pimienta malagueta de las Antillas, pimienta de Jamaica, pimienta de Tabasco.[6]
- Xocoxóchitl (pronunciado en náhuatl como /ʃoːkoʃoːtʃit͡ɬ/), nombre prehispánico.